# Joe Chealey
Joseph "Joe" Emmanuel Chealey (nascido em 1 de novembro de 1995) é um jogador de basquete profissional americano do Charlotte Hornets da National Basketball Association (NBA).
Ele jogou basquete universitário no College of Charleston.

## Carreira universitária
Após a sua temporada de calouro, o técnico Earl Grant foi contratado e Chealey desenvolveu um forte relacionamento com ele, apesar da equipe ter vencido apenas nove jogos na primeira temporada de Grant. Chealey perdeu seu terceiro ano com uma ruptura no tendão de Aquiles em um dos primeiros treinos. Ele teve uma média de 17,2 pontos e 3,3 assistências nessa temporada e foi nomeado para Primeira-Equipe da CAA.
Em sua última temporada, Chealey foi o sétimo na conferência em pontos (18,0 por jogo) e o quinto em assistências (3,7 por jogo). Ele foi nomeado para Primeira-Equipe da CAA. Ele marcou 32 pontos em uma vitória por 83-76 sobre Northeastern na final da conferência para conseguir uma vaga no Torneio da NCAA.
Durante suas quatro temporadas de carreira universitária, Chealey teve médias de 14,2 pontos, 3,5 rebotes e 3,1 assistências em 31,1 minutos por jogo.

## Carreira profissional

### Charlotte Hornets/Greensboro Swarm (2018-Presente)
Depois de não ter sido selecionado no Draft da NBA de 2018, Chealey jogou pelo time da Summer League de 2018 do Charlotte Hornets. Em 27 de julho de 2018, Chealey se juntou aos Hornets para um período de treinamento. Em 13 de outubro, seu contrato foi convertido em um contrato de mão dupla, o que significa que ele dividiria seu tempo de jogo entre os Hornets e o seu afiliado na G-League, o Greensboro Swarm, durante a maior parte da temporada. Chealey fez sua estreia na NBA com os Hornets em 30 de janeiro de 2019 em uma derrota para o Boston Celtics, registrando dois pontos e uma assistência.
Em 6 de agosto de 2019, os Hornets anunciaram que haviam recontratado Chealey. Ele foi cortado em 13 de outubro de 2019 durante o período de treinamento. Após o período de treinamento, Chealey foi adicionado novamente ao elenco do Swarm. Ele registrou 22 pontos, cinco rebotes, cinco assistências, um roubo de bola e um bloqueio na derrota para o Delaware Blue Coats em 19 de dezembro. Em 28 de dezembro, Chealey quase conseguiu um triplo-duplo com 15 pontos, 10 rebotes, oito assistências e quatro roubos de bola contra o Raptors 905.
Em 21 de fevereiro de 2020, Chealey assinou um contrato de 10 dias com os Hornets, e um segundo contrato de 10 dias em 3 de março.

## Estatísticas de carreira

### NBA

#### Temporada regular
| Ano      | Equipe    | PJ | PT | MPJ | AP   | 3P   | LL    | RT | AS  | BR  | TO | PPJ |
| -------- | --------- | -- | -- | --- | ---- | ---- | ----- | -- | --- | --- | -- | --- |
| 2018–19  | Charlotte | 1  | 0  | 8.0 | .333 | –    | –     | .0 | 1.0 | .0  | .0 | 2.0 |
| 2019–20  | Charlotte | 4  | 0  | 8.3 | .000 | .000 | 1.000 | .0 | .3  | 1.0 | .0 | .5  |
| Carreira | Carreira  | 5  | 0  | 8.2 | .100 | .000 | 1.000 | .0 | .4  | .8  | .0 | .8  |

### G-League
| Ano      | Equipe   | PJ | PT | MPJ  | AP   | 3P   | LL   | RT  | AS  | BR  | TO  | PPJ  |
| -------- | -------- | -- | -- | ---- | ---- | ---- | ---- | --- | --- | --- | --- | ---- |
| 2018–19  | SWR      | 43 | 38 | 31.3 | .436 | .340 | .773 | 3.7 | 5.3 | 1.0 | 0.2 | 16.3 |
| 2019–20  | SWR      | 34 | 24 | 28.3 | .398 | .346 | .813 | 3.3 | 4.3 | 1.1 | 0.1 | 11.1 |
| Carreira | Carreira | 77 | 62 | 30.0 | .423 | .343 | .783 | 3.5 | 4.9 | 1.1 | 0.1 | 14.0 |

### Universitário
| Ano      | Equipe                | PJ  | PT  | MPJ  | AP   | 3P   | LL   | RT  | AS  | BR  | TO | PPJ  |
| -------- | --------------------- | --- | --- | ---- | ---- | ---- | ---- | --- | --- | --- | -- | ---- |
| 2013–14  | College of Charleston | 27  | 10  | 20.7 | .365 | .297 | .667 | 2.0 | 2.0 | .7  | .3 | 6.9  |
| 2014–15  | College of Charleston | 33  | 32  | 32.5 | .402 | .306 | .758 | 3.6 | 3.3 | .9  | .2 | 12.4 |
| 2015–16  | College of Charleston | 35  | 33  | 33.8 | .432 | .392 | .822 | 3.5 | 3.2 | 1.0 | .0 | 17.8 |
| 2016–17  | College of Charleston | 34  | 34  | 35.4 | .393 | .348 | .858 | 4.6 | 3.6 | .9  | .1 | 18.0 |
| Carreira | Carreira              | 129 | 109 | 31.1 | .404 | .347 | .805 | 3.5 | 3.1 | .9  | .1 | 14.2 |

Fonte: